# San Jorge (Honduras)
San Jorge é um município de Honduras, localizado no departamento de Ocotepeque.